# Concepción Aleixandre
Concepção Aleixandre (Valência, Espanha, 1862 - 1952) foi uma maestra, médica, ginecóloga, inventora e científica espanhola.

## Biografia
No final do século XIX na Faculdade de Medicina da Universidade de Valência teria uns quinhentos estudantes, entre os que se encontravam só três mulheres: as valencianas Concepção Aleixandre e Manuela Solís, graduadas em 1889, e a murciana Sinesia Pujalte Martínez, que abandonou seus estudos em quinto de carreira.
Estes três casos foram excepcionais, já que para o acesso à educação superior em igualdade de condições para mulheres e varões teria que esperar até 1910 quando uma ordem real assinada pelo rei Alfonso XIII permitiu o acesso às universidades espanholas sem restrições para as mulheres. Aleixandre, que já contava com o grau de maestra desde 1883, dedicaria sua vida profissional à medicina.

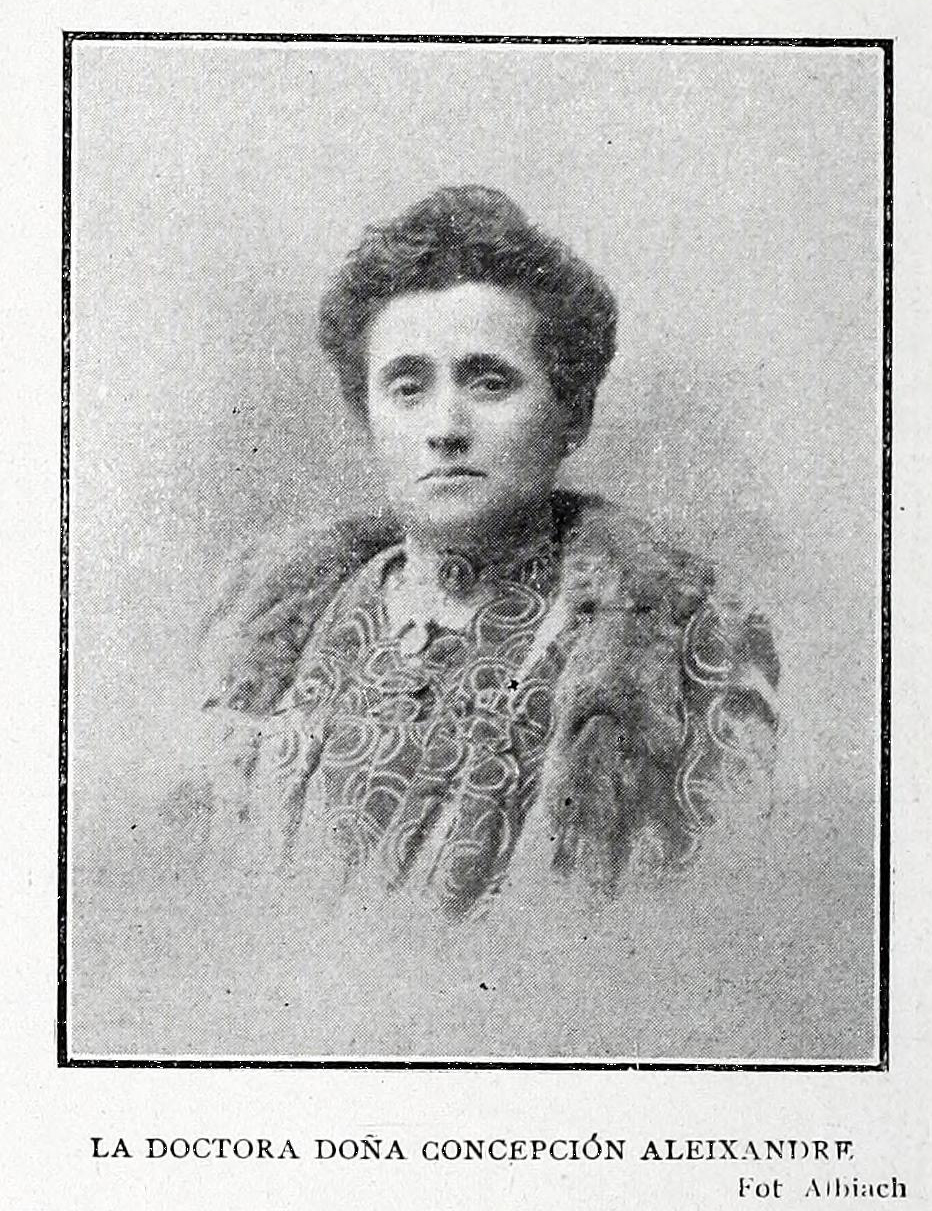

## Científica
É considerada uma científica especialista em Ginecologia de renome que publicaria os seus trabalhos científicos com regularidade na imprensa médica espanhola e foi médica titular no Hospital da Princesa de Madrid e como médica da Beneficência Provincial da Casa de Maternidade e Inclusa, além de manter uma consulta popular. A sua dedicação à investigação permitiu-lhe em 1910 patentear instrumentos ginecológicos, uns sistemas para corrigir a descida da matriz. (OEPM, Patente 47109). Realizou uma tarefa importante de divulgação acercando a educação sobre Higiene especialmente às mulheres. Geriu a secção dedicada a "saúde de mulheres" na revista A Medicina Social Espanhola (1916-1920). O seu activismo inclui dar conferências e meetings, uma delas pronunciada na União Ibero-americana de Madrid em 1907. Pronunciou meetingss em campanhas sanitárias, junto a oradores como Azorín, Navarro Fernández, Alonso Muñoyerro e Antonio López Muñoz (1923) e de Higiene social (1927), ocupou-se ao mesmo tempo de outras tarefas formativas desenvolvidas no Centro Popular Ibero-ibero americano de Madrid.

## Organizações científicas
É a primeira mulher admitida na Sociedade Ginecológica espanhola.
- Congresso Medico-farmacêutico de Valência. Secção Medicina Pública e especialidades(1891)
- Comité Organizador dos Congressos Pedagógico (1892)
- Sociedade Ginecológica Espanhola (1982)
- Sociedade Espanhola de Higiene
- Associação Espanhola para o Progresso das Ciências (1912)
- Congresso de Educação Física em Madrid (1917)

## Organizações feministas
Pertenceu a várias sociedades exclusivas femininas e comprometida com o avanço dos direitos das mulheres. Dando o seu apoio ao manifesto a favor de que a escritora Emilia Pardo Bazán fosse nomeada membro da Real Academia Espanhola da Língua. Assinaram este manifesto entre outros Amalio Gimeno, Branca dos Rios, Pérez Galdós, (Junho de 1914).
Presidiu a instituição Protecção Médica, fundada em 1913 de carácter privado cujo objectivo era proteger às viúvas e órfãos de médicos, e aos médicos incapacitados para o trabalho.
Em 1928  Concepção Aleixandre junto com Elisa Soriano e Arroio Márquez criam a Associação Nacional de mulheres
médicas e participam em congressos internacionais da Associação Internacional de Mulheres Médicas. 
A Associação Nacional de Mulheres Médicas criam a revista "As médicas" como médio de difusão.
As organizações feministas nas que militou são:
- Conselho Nacional de Mulheres (1919)
- Comité Feminino de Higiene Popular.
- Secção de Senhoras da União Ibero-Americana
- Associação de Médicas Espanholas, presidenta honorária (1928)

Em 2001, Concepção Aleixandre foi uma das mulheres seleccionada na Exposição "100 mulheres do século XX que abriram caminho à igualdade no século XXI.

## Publicações
A sua obra escrita está formada maioritariamente por artigos publicados em revistas e conferências e discursos pronunciados em organismos científicos e outros de carácter divulgador.
- Memória apresentada ao XIV Congresso Internacional de Medicina sobre “Os cardiopáticos na gestación”.
- Fenómenos e doenças próprias da mulher. Em: Primeiro Congresso Médico Farmacêutico Valenciano, n. 1, 1891, p. 244-248.
- Algo de higiene. Em: União Iberoamericana, ano XVIII, Outubro 1904, p. 52-53.
- Para as futuras mães. Em: União Iberoamericana, any XIX, Abril 1905, p. 22-23.
- Higiene para os emigrantes e imigrantes nos países iberoamericanos, União Iberoamericana, ano XX, gener-abril 1906, p. 133-136.
- A saúde dos meninos e a Pátria. Em: União Iberoamericana, ano XXII,  gener 1908, p. 15-30.
- Maternología. Em: A Escola Moderna, any XIV, n. 279, Novembro 1914, p. 911-920.
- Da mulher para a mulher. Educação higiénica da menina como futura mãe. Na Escola Moderna, n. 293, 1916.
- A sublime ciência. Em: A Medicina Social Espanhola, n. 1, 1916, p. 339-341.
- Por e para os meninos. Em: A Medicina Social Espanhola, n. 1, 1916, p. 433-436.
- A lactancia e a tubercolosis. Em: A Medicina Social Espanhola, n. 1, 1916, p. 630-636.
- Educação da menina como mãe futura. Em: A Medicina Social Espanhola, n. 1, 1916, p. 25-26.
- Até quando?. Em: A Medicina Social Espanhola, n. 1, 1916, p. 179-181.
- Jogos necessários e jogos dañosos para os meninos”, Madrid 1917.
- A mulher em Medicina” A Medicina Social Espanhola, n. 2, 1917, p. 116-118.
- De educação física. Em: A Medicina Social Espanhola, n. 2, 1917, p. 686-689.
- Considerações especiais sobre higiene físico-psicológica e patologia da infância feminina. Em: A Medicina Social Espanhola, n. 3, 1918, p. 312-316; 334-338.
- Nossas leis. Em: A Medicina Social Espanhola, n. 3, 1918, p. 23-24.
- Sonhos que devessem ser realidades. Em: A Medicina Social Espanhola, n. 4, 1919, p. 16-17.
- Ao fim. Em: A Medicina Social Espanhola, n. 4, 1919, p. 338-339.